# Rundetårn
La Torre Rotonda (in danese: Rundetårn), storicamente Stellaburgis Hafniens, è una torre risalente al XVII secolo collocata nel centro di Copenaghen. 

## Storia

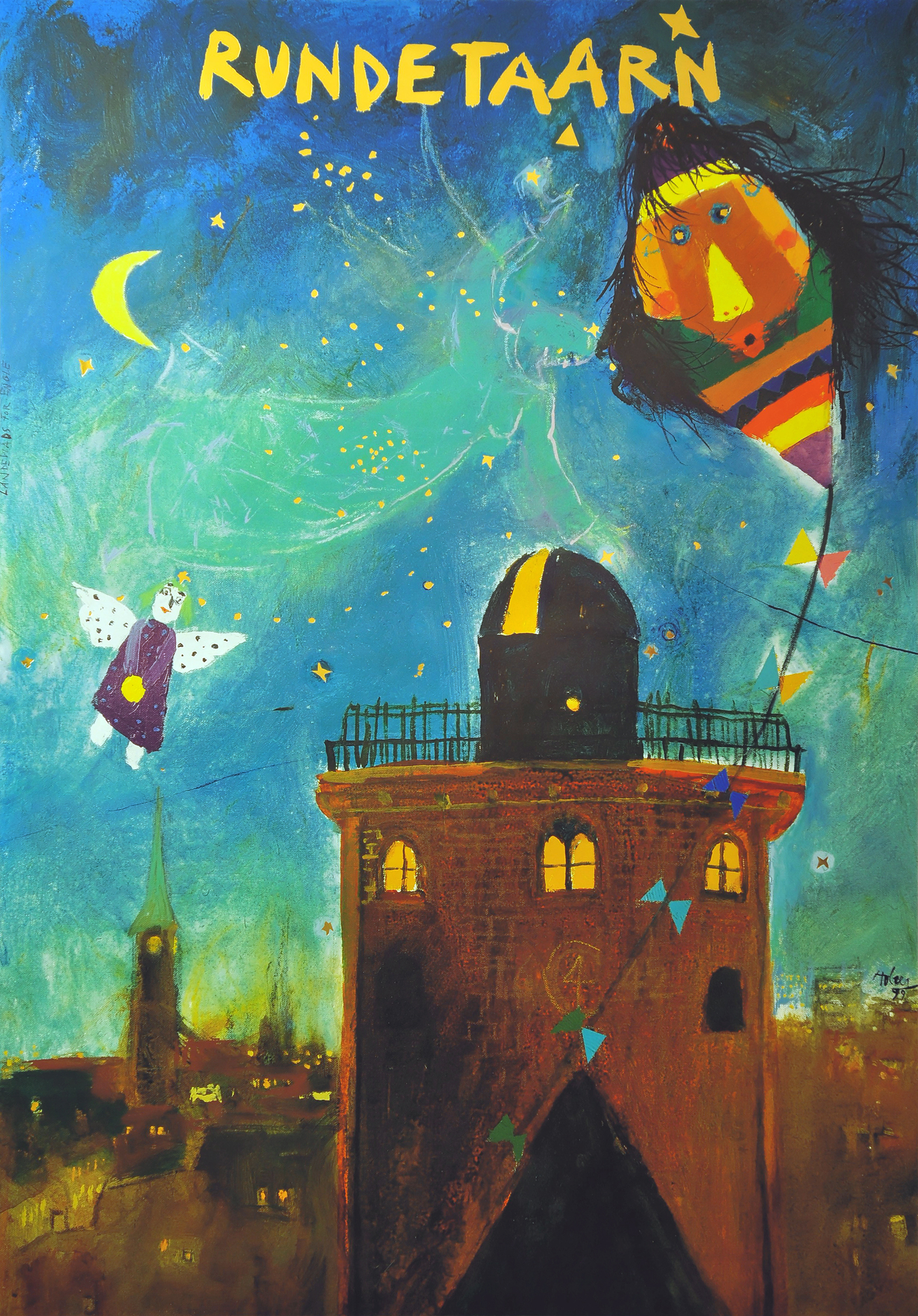
Adi Holzer: Rundetårn 1999.

Nata come osservatorio astronomico, la Rundetårn è una delle molte strutture volute da Cristiano IV di Danimarca. È nota per la sua grande scalinata, un camminamento elicoidale tanto largo da permettere il passaggio a dei cavalli, che porta fino alla cima della torre. La torre è alta 34,8 metri  e dalla vetta è possibile scorgere molte strutture iconiche della città: si vedono la torre del municipio, la guglia con le code di drago della Borsa, la Vor Frelsers Kirke e molto altro.
La torre fa parte del complesso della Trinità, costituito da una cappella universitaria, la chiesa della Trinità e una biblioteca accademica che costituiva la prima struttura della Biblioteca dell'Università di Copenaghen, fondata nel 1482. Oggi la Torre Rotonda funge da attrazione turistica per l'osservazione del panorama di Copenaghen, ma anche da osservatorio astronomico pubblico e monumento storico. La Sala della biblioteca sopra la chiesa è accessibile solo lungo la scalinata della torre ed è sede di mostre e concerti.